# Conselleria de Defensa de la Generalitat de Catalunya
La Conselleria de Defensa va ser un organisme dependent de la Generalitat de Catalunya creada oficialment el 2 d'agost de 1936i que va existir durant els primers anys de la Guerra Civil Espanyola per a fer-se càrrec de les qüestions militars, malgrat el fet que les competències de defensa eren exclusives al govern de la República.

## Història
Després de l'esclat de la contesa, la Generalitat de Catalunya va començar assumir competències que no li corresponien segons la Constitució republicana i també segons el seu propi Estatut d'Autonomia. El 31 de juliol de 1936 el govern de la Generalitat va establir una Conselleria de Defensa per a fer-se càrrec de les qüestions militars. Aquest òrgan era clarament inconstitucional atès que les competències de defensa eren del govern de Madrid. Un fet d'aquest tipus hauria tingut serioses implicacions en una situació normal, però en el context del caos dels primers dies de la contesa aquest va constituir un fet més que va passar desapercebut.
El tinent coronel Felip Díaz i Sandino va ser nomenat conseller de defensa. Vicenç Guarner va ser nomenat subsecretari de la Conselleria a l'agost de 1936, quedant encarregat d'organitzar les columnes que sortien cap al Front d'Aragó, d'establir indústries de guerra, escoles d'oficials i fortificacions. Una altra de les labors que va realitzar aquest organisme va ser l'establiment d'una indústria bèl·lica a Barcelona que donés suport a l'esforç de guerra republicà, atès que a Catalunya no existia cap indústria d'aquest tipus. La Generalitat es va fer càrrec d'una desena de fàbriques, encara que en realitat aquestes estiguessin controlades pels anarquistes.
La falta de coordinació amb les autoritats de Madrid va ser un altre important problema. Per exemple, les milícies procedents de Barcelona que actuaven al Front d'Aragó, ho van fer des del primer moment sense cap coordinació amb el Ministeri de la Guerra a Madrid, cosa que també va ocórrer durant el desembarcament de Mallorca. Quan el Ministre de Marina i Aire, el socialista Indalecio Prieto, va visitar Díaz i Sandino, aquest el va rebre "com si fos ministre d'una potència estrangera".
Díaz Sandino va aconseguir la dissolució del Comitè de Milícies Antifeixistes de Catalunya el mes d'octubre, el que en teoria el deixava al capdavant de totes les forces militars de Catalunya. Per a Díaz Sandino era prioritari dur a terme la militarització de les milícies, com ja s'havia fet en la zona central. El 6 de desembre va signar un decret pel qual creava l'Exèrcit Popular de Catalunya, que en teoria estaria compost per tres divisions, 9 regiments d'infanteria, tres regiments d'artilleria i nombrosos grups de suport. No obstant això, malgrat els seus agosarats esforços, no va poder dur a terme l'anhelada militarització i les milícies anarquistes van continuar gaudint d'una àmplia autonomia tant a Catalunya com al Front d'Aragó. Certament, els anarquistes també disposaven d'una gran influència dins de la Conselleria de Defensa, i després de desembre de 1936 va ser un anarquista, Francesc Isgleas i Piarnau, qui va assumir les funcions de Conseller de Defensa.
Després dels fets de maig de 1937, el govern republicà va intervenir a Catalunya i va recuperar les competències en matèria de defensa, per la qual cosa la Conselleria va ser dissolta. L'Exèrcit Popular de Catalunya seria dissolt i en el seu lloc es va crear l'Exèrcit de l'Est, que va procedir a la militarització definitiva de les milícies.

## Consellers
| Nom                        | Inici                  | Final                  |
| -------------------------- | ---------------------- | ---------------------- |
| Felip Díaz i Sandino       | 31 de juliol de 1936   | 17 de desembre de 1936 |
| Francesc Isgleas i Piarnau | 17 de desembre de 1936 | 5 de maig de 1937      |